# ألبرت رايت (لاعب كريكت بريطاني)
ألبرت رايت (11 أغسطس 1902 - 8 نوفمبر 1984)  (بالإنجليزية: Albert Wright)‏ هو لاعب كريكت بريطاني (وحمل سابقاً جنسية المملكة المتحدة لبريطانيا العظمى وأيرلندا).